# Acmaeoderella moroderi
Acmaeoderella moroderi é uma espécie de insetos coleópteros polífagos pertencente à família Buprestidae.
A autoridade científica da espécie é Reitter, tendo sido descrita no ano de 1906.
Trata-se de uma espécie presente no território português.